# Okáč bělopásný
Okáč bělopásný (Hipparchia hermione) je tmavohnědý denní motýl s bíložlutými pásky na předních křídlech. Velmi se podobá okáči medyňkovému. Patří do čeledi babočkovití. Vyskytuje se v jižní a východní Evropě, hlavně ve Španělsku, Francii, Itálii, Litvě a na Ukrajině. V České republice a skoro v celé střední Evropě je kriticky ohroženým druhem. V roce 2020 byl pozorován ve Vltavském kaňonu (pozorování okáče bělopásného v ČR).

## Popis
Okáč bělopásný je tmavohnědý denní motýl, na obou křídlech má široké běložluté pásky, na středních křídlech subapikální očko s bílým středem a drobné očko uprostřed bílé pásky. U samce na líci předních křídel se nachází tmavý pruh, na rubu křídel hnědé vnitřní a světlé vnější pole s bílou páskou. Rozpětí křídel je 52 až 58 mm. Samci jsou více teritoriální než samice a jsou i lepšími letci. Obě pohlaví sají nektar na mateřídouškách, láká je i lidský pot a různé rozkládající se ústrojné látky.
Vajíčko okáče bělopásného je kulovitého tvaru, mléčně bílé barvy. Housenka je bělookrová až hnědě béžová s výrazným středním pruhem.
Okáč bělopásný je jednogenerační druh s dobou letu od konce června do půlky srpna.

## Vývoj
Samice kladou svá vajíčka na slunná místa poblíž živné rostliny. Vajíčka jsou uchycena na listech trav, na různých druzích rostlin a nebo na kůře dřevin blízko u země. Vývoj housenky se uskutečňuje na několika druzích kostřav, například na kostřavě ovčí (Festuca ovina), červené (Festuca rubra) nebo žlábkované (Festuca rupicola). Kuklí se v řídkém kokonu uvnitř travních trsů.

## Biotop
Okáč bělopásný se vyskytuje v nížinách a na horách (do 1600 m n. m.). Obývá řídké lesy, především na skalách. Lze jej nalézt i v řídkých písčitých borech. Dále dokáže přežít i na širokých slunných průsecích okolo železnic a u lesních cest, na prosekávaných pásech pod elektrickým vedením a v lesostepích.

## Rozšíření
Vyskytuje se především v jižní a jihovýchodní Evropě, konkrétně na území Španělska, Francie, Itálie, Švýcarska, Rakouska, Litvy a západní Ukrajiny. Izolované populace jsou i na severu Evropy například v Norsku. V České republice se dříve vyskytoval v nížinách a pahorkatinách Čech (Polabí a Povltaví). V posledních letech byl mapován v kaňonu Vltavy podél Kamýku nad Vltavou, kde probíhá každoroční mýcení invazivních křovin a pasení koz.. Na Moravě se vyskytuje pouze v oblasti vátých písků na jihovýchodě.

## Ohrožení
V České republice a celé střední Evropě je okáč bělopásný jeden z nejohroženějších druhů. V České republice je zařazen do Červeného seznamu jako kriticky ohrožený. Důvodem je změna lesnického hospodaření. Současné lesy jsou oproti dřívějším lesům strukturně i věkově homogennější a tmavší. Okáč bělopásný, tak jako i jiné druhy, je vázaný na světlé lesy.